# Eurois fumea
Eurois fumea är en fjärilsart som beskrevs av Corti och Max Wilhelm Karl Draudt 1933. Eurois fumea ingår i släktet Eurois och familjen nattflyn. Inga underarter finns listade i Catalogue of Life.